# Старий Хоттабич
«Старий Хоттабич» (рос. Старик Хоттабыч) — радянська повість-казка Лазаря Лагіна про пригоди піонера Вольки Костилькова, який виявив глечик з  джином, який просидів у ньому  три з половиною тисячі років, на ім'я Гассан Абдуррахман ібн Хоттаб. Вдячний своєму рятівникові, Хоттабич починає служити протагоністу, творячи всілякі дива, і з часом Волька перевиховує Хоттабича в радянського громадянина.
Казка Лагіна вперше побачила світ в 1938 році - спочатку в «Піонерській правді», а потім в журналі «Піонер», де друкувалася з номера в номер. Через два роки повість вийшла окремою книгою з ілюстраціями Костянтина Ротова.

## Сюжет
Юний піонер Волька (в термінології Хоттабича - Волька ібн Альоша, тобто Володимир Олексійович) Костильков виловив з Москви-ріки дивний глечик. Відкривши його, він випускає з багатовікового ув'язнення могутнього доброго джина, Гассана Абдуррахмана ібн Хоттаба. Той всіляко дякує Волькі та пропонує йому свою допомогу на іспиті з географії. Але так як географічні пізнання Хоттабича сильно застаріли, Вольку відправляють на переекзаменування.
Дива старого джина часто виявляються недоречними. То Волька обростає бородою, то отримує 4 шикарних палаци і караван рабів в подарунок. Нарешті джин закидає кращого друга Вольки, Женю Богорада, в Індію. Костильков змушує Хоттабича полетіти за ним на килимі-літаку. Більш того, друзям доводиться постійно рятувати від Хоттабича вчительку Вольки - той пообіцяв, розсердившись, перетворити її в щось жахливе.
Друзів чекає ще багато пригод:
- походи спочатку в цирк, а потім на футбольний матч;
- пошуки брата Хоттабича, Омара Юсуфа ібн Хоттаба;
- подорож на теплоході «Ладога»

і багато іншого.

## Авторство
За словами доньки Лазаря Лагіна, Наталії, до написання «Хоттабича» її батька підштовхнула видана в 1900 році повість англійського письменника Ф. Енсті «Мідний глечик» (англ. The Brass Bottle за сюжетом якої молодий лондонський архітектор Горацій Вентімор випускає на волю з мідного глека джина Факраша-ель-Аамаша, заточеного туди царем Соломоном, а джин в подяку починає слідувати за ним і виконувати його бажання. У Лагіна з 1916 року був російський переклад повісті. Сам Лагін в передмові до виданням 1955 року писав, що на написання повісті його наштовхнула «Казка про рибака» з циклу «Тисяча й одна ніч» .
На співавторство «Хоттабича» претендував Олександр Крон, який стверджував, що йому довелося ґрунтовно переписати «безпорадний» рукопис Лагина перед публікацією .

## Редакції
Книга має 3 варіанти: оригінал 1938 року редакцію 1953 року і розширену версію 1955 року. Причинами редакцій були зміни, що відбулися в СРСР і в світі з 1938 року. У порівнянні з подальшими редакціями оригінал є менш ідеологізованим і більш аполітичним . Наталя Лагіна стверджувала, що переробки книги для нових видань були виконані не батьком, хоча і виходили під його ім'ям.
Наступні редакції містять вставки антикапіталістичної спрямованості. Вихід першої зміненої редакції в 1953 році припав на розпал так званої « Боротьби з космополітизмом », через що в ній містилися, зокрема, вкрай різкі випади на адресу імперіалізму, США, постколоніальної влади Індії тощо. Ця редакція мало відома, тому що в новій, випущеній через 2 роки, всі ці правки були вилучені, але були додані нові.
Версія 1955 року трохи більше оригіналу, так як на цей раз були додані 7 нових розділів. Наприклад, Італія в оригінальній редакції страждає від безробіття, перебуваючи під владою Беніто Муссоліні, але в редакції 1955 року, відповідно до тодішнього стану справ в Італії, знаходиться під владою капіталістів і робочі в ній страйкують проти іноземних військових баз.
У редакціях 1953 і 1955 років Лазар Лагін і на обкладинці, і на останній сторінці іменувався тільки як «Л. Лагин », без розкриття повного імені та по батькові. У пострадянський час найчастіше перевидається оригінальна версія 1938 року.

## Екранізації
- Радянський фільм «Старий Хоттабич» — знятий в 1956 році за редакцією 1955 року.
- У 2006 році був знятий фільм «Хоттабич», створений за мотивами книги « Мідний глечик старого Хоттабича», виданого у 2000 році видавництвом «Захаров».

## Мюзикл
- «Старий Хоттабич» - мюзикл-казка (аудіокнига) Геннадія Гладкова на вірші Юрія Ентіна, 1979 року. Звукорежисер - Петро Кондрашин.

Дійові особи та акторський склад:
- Хоттабич - Михайло Боярський
- Волька - Олег Анофрієв
- Женя - Ірина Муравйова
- Гога - Олександр Абдулов
- Хапугін - Леонід Серебренников
- Хапугіна - Людмила Гурченко
- Ковбой - Олександр Барикін
- Ковбойка - Роксана Бабаян
- Міліціонер - Павло Бабаков
- Текст читає - Олег Анофрієв